# Diseño comunitario
El diseño comunitario es un derecho unitario del diseño industrial que cubre la Unión Europea. Tiene dos formas: no registrados y registrados. El diseño comunitario no registrado entró en vigor el 6 de marzo de 2002 y el diseño comunitario registrado estuvo disponible desde el 1 de abril de 2003.

## Bases Legales
Regulación de consejo (EC) No 6/2002, implementado por la Comisión de regulación (EC) No 2245/2002,, los dos diseños de la Comunidad Europea: no registrados y registrados. El diseño comunitario es un derecho unitario que tiene el mismo efecto a través de la Unión Europea. La forma no registrada del derecho ha existido desde el 6 de marzo de 2002 cuando forma registrada entró en vigor el 1 de abril de 2003.

## Definiciones
Un diseño se define como "la apariencia en su totalidad o una parte de un producto que resulta de las características, en particular, líneas, contornos, colores, forma, textura y/o materiales del producto en sí y/o de su ornamentación".
Los diseños pueden ser protegidos si:
- son originales, es decir, si no es idéntico a uno puesto a disposición del público;
- tiene carácter individual, que es si el "usuario desinformado" lo encontraría diferente a otros diseños que están disponibles al público. Cuando un elemento de diseño es más complejo, si el carácter novedoso y singular del diseño son juzgados en la parte del diseño que es visible durante la utilización normal.

## Alcance de protección
El alcance de la protección conferida por el diseño comunitario incluye cualquier diseño que no produce una impresión distinta en un usuario desinformado, teniendo em consideración el grado de libertad del diseñador. Un diseño comunitario también confiere a su titular el derecho exclusivo de utilizarlo y de impedir a cualquier tercero, sin su consentimiento, el uso del mismo. Para un diseño comunitario no registrado, la impugnación debe ser fundamentada por el resultado de la copia del diseño protegido.

## Términos
Un diseño comunitario no registrado tiene una duración de un período de 3 años a partir de la fecha en que el diseño fue
puesto a disposición del público. Un diseño se considerará que se ha puesto a disposición del público, si "se ha publicado, expuesto, comercializado o divulgado de otro modo, de una manera tal que, en el curso normal de los negocios, estos eventos hayan podido ser razonablemente conocidos por los círculos especializados del sector del que se trate, que operan en la sociedad. Sin embargo, el diseño no podrá ser considerado expuesto al público "por la única razón de que ha sido divulgado a un tercero en explícita o implícita condiciones de confidencialidad."
Un diseño comunitario registrado (DCR) tiene una duración de hasta 25 años a partir de la fecha en que se haya presentado una solicitud de registro, sujeto al pago de cuotas de mantenimiento. El proceso de registro se lleva a cabo por la OHIM en Alicante.

## Efectos
El diseño comunitario no registrado ofrece una protección útil, a corto plazo para los artículos de corta duración en el mercado. El diseño comunitario registrado proporciona importantes ahorros de costes en comparación con la obtención de los registros nacionales de los países europeos. El diseño comunitario también permite que los que tienen negocios en varios países europeos proteger sus diseños en todos esos países más fácilmente.